# Station Kołaczkowo Wąskotorowe
Station Kołaczkowo Wąskotorowe is een spoorwegstation in de Poolse plaats Kołaczkowo.